# Nico Braun
Pour les articles homonymes, voir Braun.
Nico Braun, né le 26 octobre 1950 à Luxembourg, est un footballeur international luxembourgeois, qui évoluait au poste d'attaquant.
Son fils, Gordon Braun, est également international luxembourgeois.

## Biographie

### Carrière de joueur
Nico Braun commence sa carrière avec le club de l'Union Luxembourg. Avec cette équipe, il remporte un championnat du Luxembourg, et deux Coupes du Luxembourg.
Il signe ensuite en Allemagne, où il joue pendant deux saisons avec le club de Schalke 04. Il remporte avec cette équipe la Coupe d'Allemagne en 1972.
Avec Schalke, il totalise 15 buts en 37 matchs de Bundesliga. Il dispute également 4 matchs en Coupe d'Europe des vainqueurs de coupe lors de la saison 1972-1973, inscrivant 2 buts : contre le Slavia Sofia lors du premier tour, puis contre Cork Hibernians lors des huitièmes de finale.
Transféré lors de l'été 1973 au FC Metz, il est, pendant cinq ans, un redoutable attaquant, totalisant 96 buts en Division 1, pour 170 matches joués. Il est notamment l'auteur d'un quadruplé lors d'une rencontre face à l'AS Saint-Étienne en décembre 1973. 
Il est ainsi le meilleur buteur historique du FC Metz. Il réalise deux saisons à plus de 20 buts : en 1973-1974, avec 28 buts, puis en 1976-1977, avec 23 buts, ce qui fait de lui, par deux fois, le troisième meilleur buteur du championnat. Pendant deux saisons, il forme un duo très efficace avec l'avant-centre argentin Hugo Curioni. Ce binôme est d'ailleurs surnommé « les artilleurs de Metz ». 
Avec le club lorrain, il se classe sixième du championnat en 1976, et atteint dans le même temps les demi-finales de la Coupe de France, en étant éliminé par l'Olympique lyonnais. 
Nico Braun évolue ensuite en 1re division belge, au Charleroi SC, puis au Thionville FC (1980-81), alors en 2e division professionnelle française. Il termine sa carrière dans son pays natal, à l'Union Luxembourg, puis avec le club amateur du Minerva Lintgen.
Le bilan de sa carrière professionnelle (en championnat) s'élève à 389 matchs joués, pour 223 buts marqués.

### Carrière internationale
Nico Braun compte 40 sélections et 9 buts avec l'équipe du Luxembourg entre 1970 et 1980. Toutefois, sur ces 40 sélections, seulement 26 sont considérées comme "officielles". 
Il joue son premier match en équipe nationale le 16 avril 1970, lors d'une rencontre amicale opposant le Luxembourg à l'équipe de France. À cette occasion, il inscrit son premier but en sélection.
Son deuxième but est inscrit le 3 mars 1973 contre l'Allemagne de l'Est, toujours en amical. Son troisième but intervient le 22 octobre 1972 contre la Turquie, dans le cadre des éliminatoires du mondial 1974. Il inscrit son quatrième but le 24 mars 1973, à nouveau contre la France, en amical.
Nico Braun inscrit ensuite 2 buts lors des éliminatoires de l'Euro 1976, contre l'Autriche, les 16 mars et 15 octobre 1975. Il inscrit ensuite un but contre l'Islande, en amical, le 21 août 1976.
Il marque ensuite un but contre l'équipe d'Italie le 16 octobre 1976, dans le cadre des éliminatoires du mondial 1978. Son dernier but intervient le 23 octobre 1979, contre la Suède, dans le cadre des tours préliminaires de l'Euro 1980.
À trois reprises, il porte le brassard de capitaine de la sélection luxembourgeoise.

## Palmarès

### En club
- Avec l'Union Luxembourg
  - Champion du Luxembourg en 1971
  - Vainqueur de la Coupe du Luxembourg en 1969 et 1970
- Avec le FC Metz
  - Meilleur buteur de l'histoire du club avec 107 buts
- Avec le Schalke 04
  - Vainqueur de la Coupe d'Allemagne en 1972

### Distinction personnelle
- Meilleur buteur du championnat du Luxembourg en 1971 (25 buts)

## Source
- Marc Barreaud, Dictionnaire des footballeurs étrangers du championnat professionnel français (1932-1997), L'Harmattan, 1997.